# Bandar Seri Begawan
Bandar Seri Begawan a Brunei Szultanátus fővárosa Borneó (Kalimantan) szigetének északi partján, a Sungai-folyó kiöblösödő tölcsértorkolatánál, a Dél-kínai-tengertől 15 km-re fekszik. Lakossága 2003-as becslések szerint elővárosokkal 78 000 fő volt.

## Földrajz
Bandar Seri Begawan a 4°55' északi szélességi, és a 114°55' keleti hosszúsági fokokon helyezkedik el. Az Egyenlítő közelsége miatt éghajlatát bőséges, egyenletes eloszlású csapadék (évi 3000 mm) és állandóan 27 °C körül mozgó fülledt meleg jellemzi.
| Hónap                                                            | Jan. | Feb. | Már. | Ápr. | Máj. | Jún. | Júl. | Aug. | Szep. | Okt. | Nov. | Dec. | Év   |
| ---------------------------------------------------------------- | ---- | ---- | ---- | ---- | ---- | ---- | ---- | ---- | ----- | ---- | ---- | ---- | ---- |
| Átlagos max. hőmérséklet (°C)                                    | 30,4 | 30,7 | 31,9 | 32,5 | 32,6 | 32,5 | 32,3 | 32,4 | 32,0  | 31,6 | 31,4 | 31,0 | 31,8 |
| Átlagos min. hőmérséklet (°C)                                    | 23,3 | 23,3 | 23,5 | 23,7 | 23,7 | 23,4 | 23,0 | 23,1 | 23,1  | 23,2 | 23,2 | 23,2 | 23,3 |
| Átl. csapadékmennyiség (mm)                                      | 292  | 158  | 118  | 189  | 234  | 210  | 225  | 226  | 264   | 312  | 339  | 339  | 2906 |
| Havi napsütéses órák száma                                       | 195  | 192  | 226  | 240  | 235  | 210  | 223  | 217  | 198   | 204  | 204  | 210  | 2554 |
| Forrás: World Meteorological Organization, Hong Kong Observatory |      |      |      |      |      |      |      |      |       |      |      |      |      |

## Történelem
Nevének első szava, a Bandar perzsa  szóból ered, jelentése "kikötő". Neve második része, a Seri Begawan a szanszkrit Sri Bhagwan kifejezésből származik, amelynek jelentése Áldott. S az ugyanezen néven uralkodó (Seri Begawan) szultán volt a város névadója. A főváros korábbi neve Brunei Town volt, 1970. október 3-án megváltoztatták nevét.
A főváros a második világháborúban súlyos károkat szenvedett és lélekszáma ebben az időben alig érte el a tízezret. A kőolajkincsből fakadó gazdagságnak köszönhetően Bandar Seri Begawan a fejlődés, a mesés gazdagság, a modern építészeti megoldások városa.

## Gazdaság

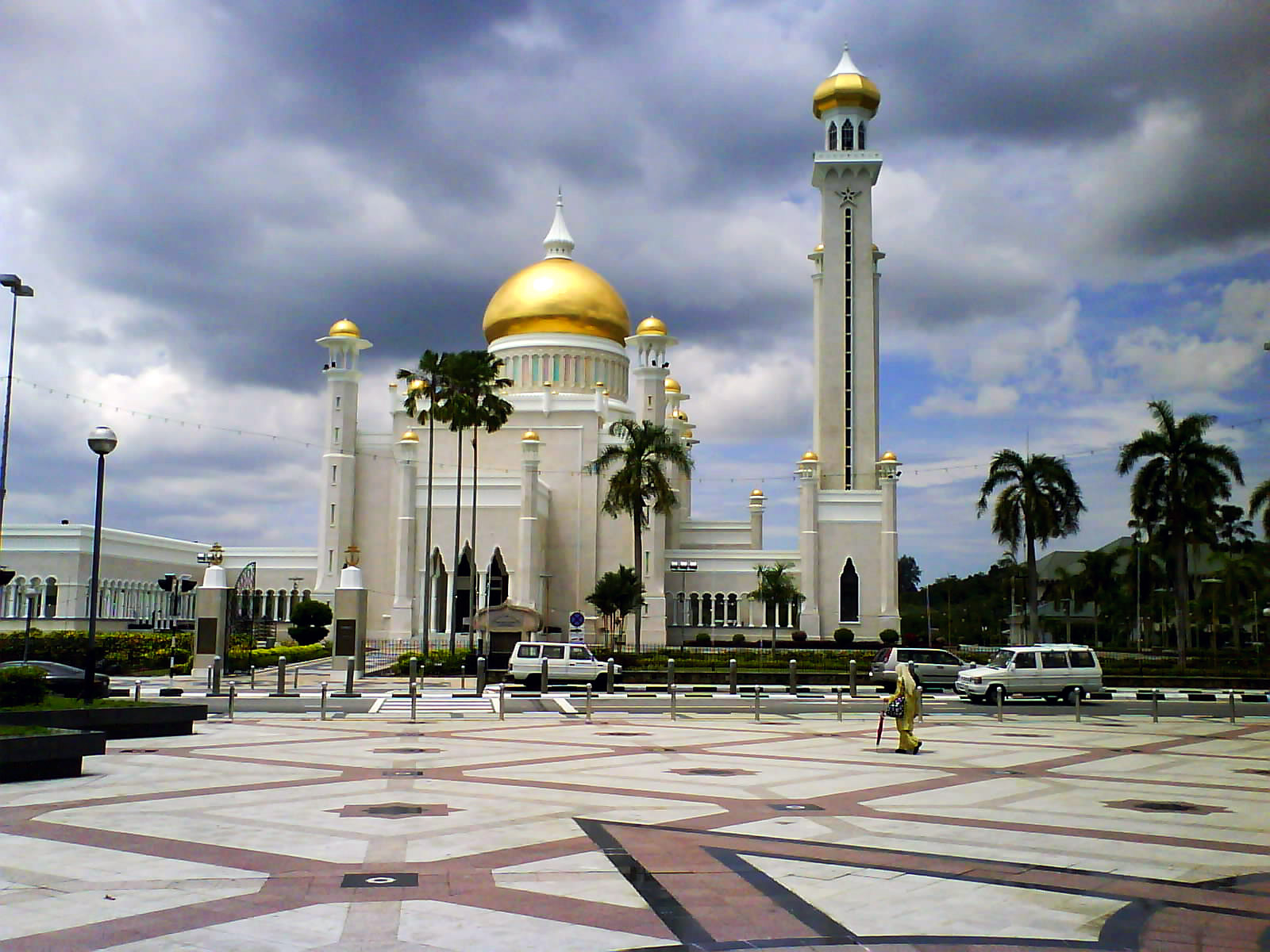
Az Omar Ali Saifuddin mecset

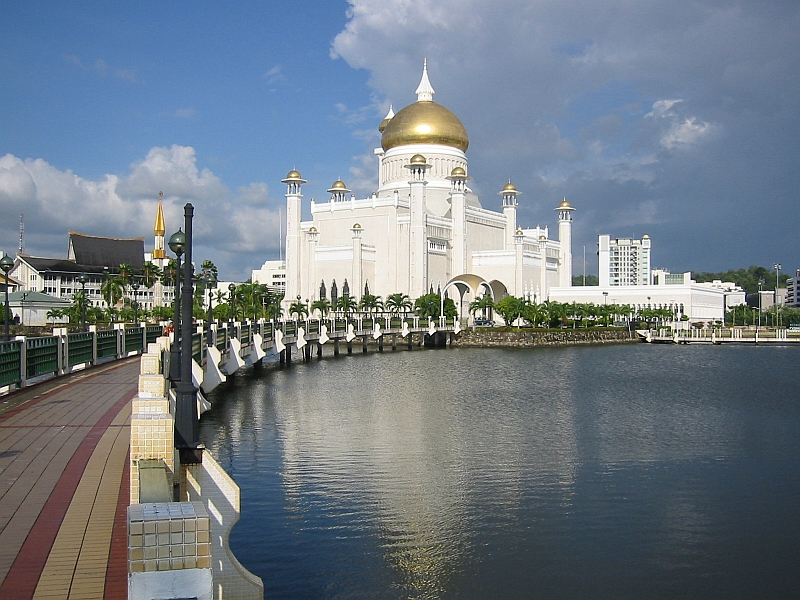
Az Omar Ali Saifuddin mecset

A városban szénhidrogén-kitermelés és -feldolgozás, bútoripar, textilipar, kézművesség (főként ezüstművesség), gumiipar, faipar és kaucsukfeldolgozás kap helyet.

## Oktatás
Bandar Seri Begawan jelentősebb iskolái közé tartozik a brunei St. Andrew's School, az International School Brunei (ISB), és a Jerudong International School (JIS).

## Közlekedés
A város kikötővel és repülőtérrel is rendelkezik, s ezáltal jó összeköttetése van Malajzia és Indonézia felé.

## Turizmus
A főbb látnivalók közé tartozik a Királyi Ceremónia Központ, a Királyi Regális Épület, az Omar Ali Saifuddin mecset, a Maláj Műszaki Múzeum, és a Brunei Történelmi Központ.
Az 1958-ban épült Omar Ali Saifuddin mecset hatalmas aranykupolával és luxus, olasz márványfalakkal díszített belsővel rendelkezik, ahol gyönyörű szőnyegek és egy lift is megtalálható. Ez a Távol-Kelet legnagyobb mecsetje. Az 1984-ben elkészült szultáni palota 400 millió dollárba került, és 1788 termével, berendezésének tékozló pompájával az Ezeregyéjszaka keleti mesevilágát lopja be napjainkba.
A város magába foglal továbbá egy vízifalut (Kampung Ayer), amelyben farönkökön álló házak találhatók. A falu főutcája kb. 500 méterre nyúlik be a tengerbe. A Maláj Műszaki Múzeumban külön kiállításon ismerkedhetünk meg a vízifalu építészetével.